# Cory Arcangel
Cory Arcangel (Buffalo, 25 maggio 1978) è un artista statunitense.
Operante nel settore della sperimentazione sui New Media, Arcangel vive e lavora a Brooklyn. Il suo lavoro interessa la relazione tra tecnologia e cultura, e l'appropriazione dei media.
Arcangel considera le sue prime collaborazioni con Paul B. Davis fondamentali nello sviluppo della sua concezione artistica. 
Nel 1998 il duo fondò BEIGE, una programming ensemble con altri amici del Oberlin Conservatory.
Il lavoro di Arcangel è apparso in molte esposizioni museali, inclusa una mostra personale al Migros Museum di Zurigo 

, al MOMA's Color Chart
 
, alla versione 2004 del Whitney Biennial 
, ed è stato anche in esposizione al New Museum
 e al MCA Chicago, oltre che molti altri musei. 
Il suo lavoro è incluso nelle collezioni pubbliche come quelle del Whitney Museum of American Art, Miami Art Museum (ora Pérez Art Museum Miami), Migros Museum, e la Neue Nationalgalerie. 
Arcangel è rappresentato da Team Galley a New York, da Galerie Ropac a Parigi e Salzburg, da Max Wigram a Londra, e da Galerie Guy Bärtschi a Ginevra.

## Opere
Le opere maggiormente conosciute di Arcangel sono le cartucce della Nintendo hackate e la modifica di computer obsoleti degli anni '70 ed '80.
Alcuni esempi dei suoi lavoro sono:
Super Mario Clouds, una cartuccia del gioco Super Mario Bros. dove tutto, eccetto le nuvole, è stato cancellato; Sans Simon, un video di Simon e Garfunkel dove Arcangel filma la sua mano che blocca l'immagine di Paul Simon sullo schermo, e I Shot Andy Warhol, nel quale rimpiazza alle immagini degli obiettivi dello shooting game Hogan's Alley delle immagini di papa Giovanni Paolo II, Flavor Flav ed Andy Warhol.
Arcangel ha lavorato in collaborazione con il collettivo artistico Paper Rad nella realizzazione di Super Mario Movie, un video di 15 minuti realizzato rimpiazzando il codice del gioco Super Mario Bros. con un programma video scritto da Arcangel.
Tutta la grafica viene lasciata intatta e viene usata dal motore video, il quale racconta la storia del game world che sta diventando corrotto e di Mario che inizia a chiedersi sul perché della sua esistenza.
Nel 2007, Film and Video Umbrella gli ha commissionato la produzione di un nuovo lavoro, un paio di migliaia di cortometraggi su Glenn Gould, usando piccoli frammenti di video, ognuno contenente una nota singola di vari strumenti (e qualche verso di animale) per creare un arrangiamento della Variation no.1 di Bach. Per realizzarlo, Arcangel ha dovuto creare un suo software di video-editing.

Il lavoro recente di Arcangel, come ad esempio Video Painting e Photoshop CS: 110 by 72 inches, 300 DPI, RGB, square pixels, default gradient "Spectrum", mousedown y=1098 x=1749.9, mouse up y=0 x=4160 affronta il ruolo della tecnologia nel determinare il modo in cui gli spettatori apprezzano le opere d'arte.
"Immaginatemi mentre compro un qualsiasi equipaggiamento video da eBay, accenderlo, e premere qualche bottone casualmente, e dopo chiamare quello che ne esce fuori 'opera'. Questo assetto mentale è lo spirito della Adult Contemporary. In contrasto con qualche mio vecchio lavoro, il quale esercitavano un qualsivoglia uso sovversivo dei moderni apparecchi digitali, i pezzi di questo show sono ispirati dall'idea di usare la tecnologia esattamente come essa è stata pensata, sebbene in un modo meglio definito come 'non-esperto'. Cosa succederebbe se la possibilità di usare un sistema poveramente in un modo ineducato fosse celebrata? Cosa succederebbe se io, come un artista, attaccassi il mio nome alle estetiche di differenti epoche tecnologiche senza realmente preoccuparmi di lavorare o anche solo di leggere il manuale (così di parlare)?"
- Cory Arcangel 

## Musica e Performance
Arcangel è anche un musicista ed un performer, la cui musica comprende il genere 8-bit creato sui primi Atari e Commodore International computers. La registrazione più recente dell'artista è stata "The Bruce Springsteen Born to Run Glockenspel Addendum".
Una delle sue più note performance è stata Sans Simon, che ebbe luogo alla Columbia University, e "The Bruce Springsteen Born to Run Glockenspiel Addendmun" alla Light Industry.